# Paradoks
Paradoks (gr. παράδοξος – „nieoczekiwany, nieprawdopodobny, zadziwiający”) – twierdzenie logiczne prowadzące do zaskakujących lub sprzecznych wniosków z oczekiwaniami, w potocznym rozumieniu sprzecznych z intuicją. Polski filozof Bartosz Brożek, nazwał to „intuicyjną trafnością wybranego formalizmu”. Sprzeczność ta może być wynikiem błędów w sformułowaniu twierdzenia, przyjęcia błędnych założeń, a może też być sprzecznością pozorną, sprzecznością z tzw. zdrowym rozsądkiem, np. paradoks hydrostatyczny, czy paradoks bliźniąt. W zagadnieniach filozoficznych paradoks przyczynia się nie tylko do nowych teorii prawdy, ale wzbudzając ciekawość, propaguje krytyczne myślenie.

## Wybrane paradoksy
- Paradoksy filozoficzne:
  - paradoks Fermiego – obce cywilizacje nie mogą istnieć
  - paradoksy Zenona z Elei – żółw i Achilles; strzała, która nigdy nie dotrze do celu
  - paradoks Menona – nie można zdobyć nowej wiedzy
  - paradoksy megarejskie – Elektra, łysy, „mistrz i uczeń”, „matka i krokodyl”
  - paradoks Chyla z Tybetu – jak przegrasz to i tak wygrasz
  - paradoks strzelby i służącego – inaczej paradoks związku przyczynowo-skutkowego (David Hume)
  - paradoks Epimenidesa (paradoks kłamcy, paradoks Berry’ego)
  - paradoks omnipotencji – czy istota wszechmogąca może stworzyć tak ciężki kamień, by sama nie mogła go unieść?
  - paradoks skazanego – skoro dzień egzekucji ma być niespodzianką dla wieszanego, to zdarzenie to nigdy nie nastąpi
  - paradoks Curry’ego – wszystko jest prawdą
  - paradoks ciotki – która lubi tych, co nie lubią siebie
  - paradoks Protagoras przeciwko Euathlosowi – obaj sobie przypisują rację, lecz który ją ma?
  - paradoks wody i diamentu – dlaczego woda, która jest niezbędna do życia jest tania, podczas gdy diamenty są bardzo drogie, choć można się bez nich obejść?
  - paradoks szklanki wody – w jaki sposób mogą istnieć dwa zdania prawdziwe, stojące ze sobą w sprzeczności?
  - paradoks kłamcy – kłamca zaczyna mówić zarówno prawdę, jak i kłamstwo.
  - paradoks wszechmogących – czy może istnieć więcej niż jedna istota wszechmogąca?
- Paradoksy matematyczne:
  - paradoks czarnego kruka
  - paradoks głosowania
  - paradoks Hilberta (teoria mnogości), znany też jako paradoks Grand Hotelu
  - paradoks Monty’ego Halla
  - paradoks księgowego (teoria mnogości)
  - paradoks zbioru wszystkich zbiorów (teoria mnogości, Bertrand Russell)
  - paradoks koni – wszystkie konie są tej samej maści
  - paradoks Richarda
  - paradoks dnia urodzin – jakie jest prawdopodobieństwo, że dwóch piłkarzy na boisku ma urodziny tego samego dnia?
  - paradoks Bertranda – uznajemy za naturalny taki rozkład prawdopodobieństwa, w którym każda wartość zmiennej losowej jest równo prawdopodobna. Jednak tak otrzymany „naturalny” rozkład zależy od wybranego układu współrzędnych (np. kartezjański lub biegunowy)
  - paradoks Banacha-Tarskiego (rozkład kuli)
  - paradoks Newcomba (teoria gier)
  - paradoks losowania – najbardziej prawdopodobne jest wylosowanie kuli czarnej i jednocześnie nie-czarnej.
  - paradoks Parrondo (teoria gier)
  - paradoks Cassiniego – prostokąt złożony z pewnych elementów ma pole większe niż złożony z nich kwadrat.
  - paradoks malarzy – związany z bryłą zwaną rogiem Gabriela (która ma nieskończoną powierzchnię, ale skończoną objętość)

- Paradoksy fizyczne:
  - paradoks dziadka – co się stanie, gdy po cofnięciu się w czasie zabijemy własnego dziadka?
  - paradoks bliźniąt – bliźnięta podróżujące z prędkościami podświetlnymi
  - paradoks EPR – próba wykazania, że teoria kwantów jest teorią niepełną (1935), która po głębszej analizie (John Stewart Bell, 1964) okazała się potwierdzeniem teorii kwantów
  - paradoks Olbersa – dlaczego w nocy jest ciemno, skoro wszędzie są gwiazdy?
  - paradoks Gibbsa – wzrost entropii przy mieszaniu jednakowych gazów. Paradoks znika jeśli uwzględnimy zasady mechaniki kwantowej, zgodnie z którymi jednakowe cząsteczki są nierozróżnialne. Przybliżoną, ale dobrą receptą jest podzielenie entropii {\displaystyle N} cząstek przez {\displaystyle N!.}
  - paradoks Algola – o gwiazdach podwójnych
  - paradoks hydrostatyczny – identyczne ciśnienie w różnych naczyniach

- Inne paradoksy:
  - paradoks kota z kromką posmarowaną masłem
  - paradoks Abilene
  - paradoks głosowania Arrowa
  - paradoks Jevonsa
  - paradoks Kano
  - paradoks Leontiefa
  - paragraf 22 (paradoks)